# Mydrosomella cleia
Mydrosomella cleia là một loài Hymenoptera trong họ Colletidae. Loài này được Graf & Urban mô tả khoa học năm 2001.